# نيك مارشال
نيك مارشال (بالإنجليزية: Nick Marshall)‏ هو لاعب كرة قدم أمريكية أمريكي، ولد في 30 يونيو 1992 في باينفيو في الولايات المتحدة.

## وصلات خارجية
- نيك مارشال على موقع مرجع كرة القدم المحترفة.كوم (الإنجليزية)